# Tinsel Korey
Tinsel Korey (Toronto, 25 marzo 1980) è un'attrice e musicista canadese.
È nota soprattutto per il ruolo di Emily Young nella saga cinematografica di Twilight.

## Biografia
Ha iniziato a muovere i primi passi nel mondo della recitazione da bambina, interpretando recite e partecipando a varie pubblicità. In età adolescenziale ha partecipato a molti spot.
Nel 2003 ha ottenuto il suo primo ruolo da protagonista nella serie televisiva della Fox Tru Calling. L'anno seguente ha partecipato alla miniserie TV di Steven Spielberg, Into the West, per la quale ha composto anche una canzone.
Nel 2006 ha interpretato il ruolo di una donna stuprata nel film Unnatural & Accidental, che racconta di una serie di omicidi di donne aborigene. Due anni più tardi si unisce al cast del film Mothers & Daughters di Carl Bessai; il film ha partecipato al Toronto Film Festival del 2008.
Nel 2009 viene scelta tra 800 candidate per interpretare il ruolo di Emily Young, la fidanzata del capobranco dei lupi, nel film vampiresco The Twilight Saga: New Moon La Korey ha partecipato anche al film successivo della saga, The Twilight Saga: Eclipse, nel 2010; è stata confermata anche per il quarto e il quinto capitolo della saga, The Twilight Saga: Breaking Dawn - Parte 1 e The Twilight Saga: Breaking Dawn - Parte 2.
Nello stesso anno ha lavorato anche alla realizzazione del thriller Stained.
Sempre nel 2011 ha pubblicato il suo primo singolo intitolato "Letter", scritto da lei; è stata prodotta da Stevie Salas, produttore di artisti come Mick Jagger, George Clinton e Rob Stewart. Il singolo è disponibile su iTunes e Amazon.

## Vita privata
Nel tempo libero ama lavorare con i giovani, ed è impegnata nella politica e nelle questioni che riguardano il popolo indigeno. Insegna ai nativi americani musica e recitazione.

## Filmografia

### Attrice

#### Cinema
- It Waits, regia di Steven R. Monroe (2005)
- Divided by Zero, regia di Danis Goulet – cortometraggio (2006)
- Unnatural & Accidental, regia di Carl Bessai (2006)
- Sguardo nel vuoto (The Lookout), regia di Scott Frank (2007)
- Mothers & Daughters, regia di Carl Bessai (2008)
- The Twilight Saga: New Moon, regia di Chris Weitz (2009)
- Stained, regia di Karem Lam (2010)
- The Twilight Saga: Eclipse, regia di David Slade (2010)
- The Twilight Saga: Breaking Dawn - Parte 1 (The Twilight Saga: Breaking Dawn - Part 1), regia di Bill Condon (2011)
- Avarice, regia di Matthew Schilling (2012)
- Bullet, regia di Nick Lyon (2014)
- Fishing Naked, regia di Peter Coggan (2015)
- The Native and the Shrink, regia di Andrew Genaille – cortometraggio (2015)
- Single in South Beach, regia di Alejandro Itkin e Hunter Carson (2016)
- Guns of Purgatory, regia di Brock Davis Mitchell – cortometraggio (2016)
- SuperGrid, regia di Lowell Dean (2018)

#### Televisione
- Tru Calling – serie TV, episodio 1x09 (2004)
- Da Vinci's Inquest – serie TV, episodio 6x12 (2004)
- Into the West – miniserie TV, puntate 01-02-03 (2005)
- Godiva's – serie TV, episodi 2x11-2x12-2x13 (2006)
- Hybrid, regia di Yelena Lanskaya – film TV (2007)
- Luna: il grande spirito (Luna: Spirit of the Whale), regia di Don McBrearty – film TV (2007)
- I Know What I Saw, regia di George Mendeluk – film TV (2007)
- Intelligence – serie TV, episodi 2x06-2x10-2x11 (2007)
- Ritorno al mondo di Oz (Tin Man) – miniserie TV, puntata 03 (2007)
- The Quality of Life, regia di John Fawcett – film TV (2008)
- Rabbit Fall – serie TV, 7 episodi (2008)
- The Guard – serie TV, 4 episodi (2008)
- Il demone dei ghiacci (Wyvern), regia di Steven R. Monroe – film TV (2009)
- Sanctuary – serie TV, episodio 3x13 (2011)
- Black Forest - Favole di sangue (Black Forest), regia di Patrick Dinhut – film TV (2012)
- Blackstone – serie TV, 5 episodi (2013)
- Killer Women – serie TV, episodio 1x07 (2014)
- Z Nation – serie TV, episodi 2x10-5x09 (2015, 2018)
- Longmire – serie TV, episodio 5x16 (2016)
- Febbre d'amore (The Young and the Restless) – serial TV, puntata 11036 (2016)
- The Detour – serie TV, 4 episodi (2018)
- Yellowstone – serie TV, episodi 1x07-2x03 (2018-2019)

### Doppiatrice
- Star Wars: The Old Republic – videogioco (2011)
- Curioso come George (Curious George) – serie animata, episodio 12x01 (2020)
- Star Wars: The Old Republic - Legacy of the Sith – videogioco (2022)

## Doppiatrici italiane
Nelle versioni in italiano dei suoi film, Tinsel Korey è stata doppiata da:
- Selvaggia Quattrini in  The Twilight Saga: New Moon, The Twilight Saga: Eclipse, The Twilight Saga: Breaking Dawn - Parte 1
- Domitilla D'Amico in Sguardo nel vuoto